# Alfonso Vázquez (periodista)
Alfonso Vázquez (Málaga, 1970) es un escritor y periodista español, actual redactor del diario La Opinión de Málaga, en el que escribe desde 1999 la crónica  La ciudad, así como reportajes y noticias sobre problemas vecinales, Historia y Patrimonio de Málaga. 

## Biografía
Estudió en el Colegio San Estanislao de Kostka de El Palo, se licenció en Derecho y en Derecho Comunitario en la Universidad CEU San Pablo de Madrid y terminó sus estudios con el máster de Periodismo de El País en 1994. Además de en La Opinión de Málaga ha trabajado para el periódico mexicano siglo XXI de Guadalajara y los periódicos españoles Diario 16 Málaga y Diario Málaga. Es académico de mérito de la Academia Malagueña de Ciencias. 

## Obra
Premio José María Torrijos de Periodismo en 2004, un año más tarde obtuvo el Jara Carrillo de relatos de humor de Alcantarilla (Murcia). Entre los libros sobre Málaga ha publicado Cien años de noticias en Málaga (C&T, 2003), el ensayo humorístico Teoría del majarón malagueño (Almuzara, 2007) y La Mirada de Málaga (AZ, 2011). 
En 2010 obtuvo el premio José Luis Coll (Bombín de Plata) de Novela Corta de Humor por Viena a sus pies, editado por Rey Lear en 2010, editorial en la que también ha publicado Livingstone nunca llegó a Donga (2011) y Lo que esconden las islas (2013). 
En 2014 ganó el premio García Pavón de Narrativa Policíaca por Crimen on the Rocks (Rey Lear). La obra está ambientada en San Roque-On-The-Rocks, una colonia española ficticia al sur de Inglaterra, en el Condado de Devon, conquistada hace cuatro siglos por la Armada Invencible. A esta obra le siguieron dos más que conforman la Trilogía de San Roque: La invasión de los hombres loro (Reino de Cordelia, 2016) y El fantasma de Azaña se aparece en chaqué (2019).
También ha participado en las recopilaciones de cuentos España negra (Rey Lear, 2013) y Escrito sobre el agua (Reino de Cordelia, 2015).
Su última novela, Una paella para Chaplin (Reino de Cordelia, 2022), narra en clave de humor la vida de los españoles que marcharon a Hollywood con la llegada del cine sonoro, entre ellos Luis Buñuel, Edgar Neville y Enrique Jardiel Poncela. Por la obra, inspirada en hechos reales, desfila más de medio centenar de personajes, la mayoría vinculados a la edad dorada del cine.